# The Cat's Nightmare
Pour plus de détails, voir Fiche technique et Distribution.
The Cat's Nightmare est un court métrage d'animation américain de la série des Silly Symphonies réalisé par Wilfred Jackson, pour Columbia Pictures, sorti le 28 juillet 1931.

## Synopsis
Un chat noir se retrouve un soir d'automne à la porte de chez lui. Il marche sur le rebord d'une palissade et tombe après avoir percuté un corbeau perché sur une girouette. Inconscient, il est alors à la merci de visions cauchemardesques... L'oiseau devient gigantesque alors que la première de ses neuf vies s'échappe de son corps. Le corbeau se multiplie. Le groupe forme un cercle autour du chat et se lance dans une danse. Les soucis ne font que commencer pour le chat.

## Fiche technique
- Titre original : The Cat's Nightmare
- Autres Titres[1],[2] :
  -  États-Unis : The Cat's Out
- Série : Silly Symphonies
- Réalisateur : Wilfred Jackson
- Animateur[3] : Bill Mason, Rudy Zamora, Dave Hand, Tat[4], Marvin Woodward, Ben Sharpsteen, Joe D'Igalo, Harry Reeves, Johnny Cannon, George Grandpre, Frenchy de Trémaudan, Chuck Couch, Charles Byrne, Albert Hurter, Hardie Gramatky, Wilfred Jackson, Georges Lane
- Décors : Carlos Manriquez, Emil Flohri
- Producteur : Walt Disney
- Société de production : Walt Disney Productions
- Distributeur : Columbia Pictures
- Date de sortie :
  - Annoncée : 28 juillet 1931[2],[3]
  - Dépôt de copyright : 1er août 1931
  - Première à Chicago : 12 au 21 août 1931 au RKO Salt Lake en première partie de Dirigible de Frank Capra
- Format d'image : Noir et Blanc
- Musique : Frank Churchill[3]
  - Extrait de Blumenlied (Flower Song, 1890) de Gustav Lange
  - Extrait de Home! Sweet Home! (1823) d'Henry Rowley Bishop
  - Extrait de Listen to the Mockingbird (1855) d'Alice Hawthorne
  - Extrait de March of the Spooks (1924) de Maurice Baron
  - Extrait de Down South (début XXe siècle) d'Hubert Middleton
  - Extrait de Sneak (1922) d'Ignacio Herb Brown
  - Extrait de Fire Dance (1927) de Charles Huerter
  - Extrait de For He's a Jolly Good Fellow (chant populaire, 1783)
- Son : Mono
- Durée : 7 min 18 s
- Langue : (en)
- Pays :  États-Unis

## Commentaires
Le film a pour nom de travail The Cat's Out et le titre apparaît sur une version d'archives du film. Mais c'est sous le titre The Cat's Nightmare qu'il a été déposé auprès de l'organisme de gestion des droits d'auteurs. Toutefois, le film est apparu sous le nom The Cat's Out lors de sa première parution à la télévision dans le Mickey Mouse Club le 23 janvier 1956. Mais il a retrouvé son nom original dès sa rediffusion le 27 février 1956. C'est sous le titre de travail qu'il est référencé sur certains sites comme Imdb.
La scène du coq chantant est une réutilisation de celle réalisée par Wilfred Jackson dans La Danse macabre (1929).